# شهر منجنیق
شهر منجنیق شهری باستانی بازمانده از دوره ساسانی است که در استان خوزستان در نزدیکی باغ‌ملک و در مجاورت رودخانه ابوالعباس واقع است.
که نشانه‌هایی از آن دوران شامل سفال‌هایی از دوره‌های ساسانی، سلجوقیان، اتابکان لر و صفویه در این منطقه دیده شده است.

## تاریخچه
همچنین در نزدیکی منطقه شهر منجنیق خرابه‌هایی از یک روستا به نام اوربه (به معنی بهترین شهر) وجود دارد. اور، واژه‌ای است عبری و به روستاهایی که به شهر تبدیل می‌شدند و توسعه پیدا می‌کردند، گفته می‌شد. علاوه بر این منجنیق به دلیل وجود پل‌هایی باقی مانده از دوره ساسانی، که با ساروج و سنگ ساخته شده و بارها تا دوره اسلامی مرمت شده موجوداست آتشکده و سازه‌هایی باقی مانده اما ظاهراً با حمله اعراب این منطقه نابود شده چنانچه سنگ آسیابی که با خط کوفی کلمه «لا اله الله محمد رسول‌الله» بر آن نوشته شده در محل باقی مانده است و حکایت از فتح اعراب دارد. ساختار این سنگ با آنچه تاکنون یافت شده متفاوت است. بر اساس گمانه‌زنی‌های باستان‌شناسان این سنگ آسیاب در گذر راه شهر منجنیق یا اوربه بوده که نشان مسیر آسیاب‌ها بود. از آسیاب‌ها به ۲ منظور روغن‌گیری و تهیه آرد استفاده می‌شد. دانه‌های روغنی در این منطقه کشت می‌شد و کاربرد داشته‌اند.

## شهر ابراهیم نبی و نمرود
بنابر روایاتی زادگاه ابراهیم در شهر اور در شرق بصره است که برخی معتقد هستند شهر منجنیق باشد (برخی نیز احتمال می‌دهند شهر شوش منظور بوده است)

## آتشکده آذر
در این محل خرابه‌هایی مشهور به آتشکده آذر وجود دارد.